# Andrena sublevigata
Andrena sublevigata là một loài Hymenoptera trong họ Andrenidae. Loài này được Hirashima mô tả khoa học năm 1966.